# غرسات عبر الجلد

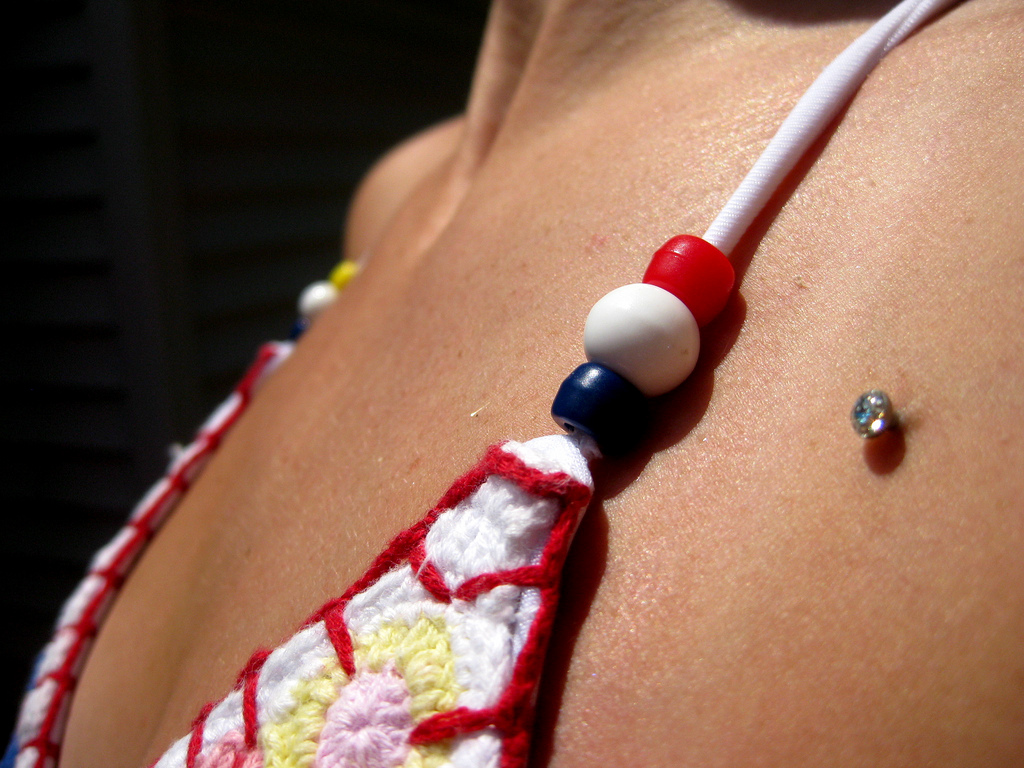

الغرسات عبر الجلد (بالإنجليزية: Transdermal implants)‏ هي شكل من أشكال تعديل الجسم، يُستخدم في كل من السياقين الطبي والجمالي. وفي كليهما، يكون عبارة عن شيء موضوع جزئيًا تحت الجلد وجزئيًا فوقه، لذا فهو مغروس عبر الجلد. عادةً ما يُشفى الجلد المحيط به كما لو كان مجرد ثقب.
في المجتمعات التي يثقب أفرداها أجسادهم، يُطلق عادةً على هذه الأنواع من التعديلات «ثقيلة» إلى حد ما بسبب تعقيد الإجراء والآثار الاجتماعية. يمكن استخدام نوعين من الغرسات.

## الإجراء
عندما يُجرى عمل هذا التعديل بواسطة غرسة تشبه الركيزة، يُعمل شق على مسافة دقيقة من الموقع المراد وضع الغرسة فيه، ثم يُزال الجلد وتُمرَّر الغرسة. ثم يُفتح ثقب في الموقع لتمريرها، وتُحرك لكي يملأ الجزء العلوي منها الثقب. تكون الغرسات المستخدمة لهذا الغرض صغيرة بشكل عام وغير مُزخرفة بأي شكل من الأشكال باستثناء الاستدارة.
إذا رُغِب في غرس شيء به أشكال أكثر، يُجرى عمومًا في جزئين. أولًا، تُدخل القاعدة بنفس الطريقة التي يوضع بها الجزء الواحد، باستثناء أن القاعدة المغروسة تكون مُقلوَظة. إما قلوظة خارجية مثل المسمار أو داخلية كالصامولة. بعد غرس القاعدة، يُلَف بها الجزء الأعلي إلى أن يثبت. يُجرى هذا النوع عادةً للأشكال المخروطية و/ أو القضبان.
في كل الأحوال، فإن الجزء الذي يمرر تحت الجلد من الغرسة أكبر نسبيًا ومثقوب. سينمو الجلد  داخله، ما يجعله أكثر ديمومة.

## غرسات جلدية سطحية
عمليات الغرسات الجلدية السطحية (بالإنجليزية: Microdermal implants) هي شكل من أشكال تعديل الجسم يعطي المظهر الجمالي للغرس عبر الجلد، دون اللجوء للجراحة الأكثر تعقيدًا المرتبطة بعمليات الغرس عبر الجلد ذات المضاعفات. الغرسات الجلدية السطحية هي ثقوب أحادية النقطة وهي نوع من الثقب السطحي.
يمكن وضع الغرسات الجلدية السطحية عمليًا في أي مكان على سطح الجلد في الجسم، ولكنها تختلف عن الثقوب التقليدية في كونها تتألف من عنصرين: رأس مسمارية -تُغرس تحت الجلد مع بروز زيادة تدريجيًا في سطح الجلد المحيط (أو تتدفق منه)- ومجوهرات قابلة للتغيير، تُثبَّت في الثقب الملولب في نتوء الرأس. لا ينبغي غرسها في الأيدي أو القدمين أو المعصمين أو عظام الترقوة أو في أي منطقة غير مسطحة أو قريبة من مفصل.

### الإجراء
تُجرى هذه العملية عادة باستخدام مثقاب جلدي أو إبرة. عندما يُثقب الجلد بالمثقاب، يُصنع مكانه بطريقة مختلفة. عند استخدام إبرة، يُعمل مكان الغرس عن طريق فصل الجلد. عند استخدام المثقاب الجلدي، يُعمل مكانه عن طريق إزالة القليل من الأنسجة. مثقاب الغرسات الجلدية السطحية أقل إيلامًا وبالتالي يُستخدم بشكل شائع. تبدأ العملية بتحديد نقطة ثقب منطقة التعقيم التي سيتم تعليمها بعلامة جراحية. بعد ذلك يُستعمل مثقاب الغرسات الجلدية السطحية لإزالة الأنسجة الجلدية. ثم توضع الرأس المسمارية تحت الجلد وتوضع قطعة مجوهرات باستخدام ملقط جراحي.

### الأجل
يشكل عمل الغرسات الجلدية السطحية بديلًا مرغوبًا فيه أكثر من الثقوب السطحية، إذ توفر قدرًا أقل من الندوب عند إزالتها. إنها شبه دائمة ويمكن إزالتها بمساعدة محترف. ينبغي ترك الغرسات دون تغيير وتغطيتها لفترة تدوم من الثلاثة إلى الستة أشهر الأولى لأنها معرضة للضرر الخارجي (الجذب والشد والالتقاط، ما يجعل الغرسة أقرب إلى سطح الجلد). أيضًا، يرفض الجسم بشكل طبيعي الأجسام الغريبة، لذلك من الضروري أن تتعمق هذه الثقوب إلى أقصى حد ممكن. لمكافحة هذه الآثار، يجري تعديل المجوهرات بشكل مستمر، استُحدث استخدام الثقوب الكبيرة في الرؤوس المسمارية لتحفيز الأنسجة للنمو من خلال للحفاظ على المجوهرات في مكانها.